# Сан-Лоренсу-ду-Уэсти
Сан-Лоренсу-ду-Уэсти (порт. São Lourenço do Oeste)  —  муниципалитет в Бразилии, входит в штат Санта-Катарина. Составная часть мезорегиона Запад штата Санта-Катарина. Входит в экономико-статистический  микрорегион Шапеко. Население составляет 20 202 человека на 2006 год. Занимает площадь 369,478 км². Плотность населения — 54,7 чел./км².

## История
Город основан 21 июня 1958 года.

## Статистика
- Валовой внутренний продукт на 2003 составляет 283.227.740,00 реалов (данные: Бразильский институт географии и статистики).
- Валовой внутренний продукт на душу населения на 2003 составляет 14.228,26 реалов (данные: Бразильский институт географии и статистики).
- Индекс развития человеческого потенциала на 2000 составляет 0,796 (данные: Программа развития ООН).

## География
Климат местности: субтропический.